# Lophotibis cristata
El ibis crestado de Madagascar, ibis crestado o ibis malgache (Lophotibis cristata), es una especie de ave pelecaniforme de la familia Threskiornithidae, el único miembro del género Lophotibis. Es un ibis de unos 50 cm de longitud, y es endémico de Madagascar.

## Taxonomía
Fue descrito científicamente por el polímata francés Georges Louis Leclerc en 1781 a partir de un ave observada en la isla de Madagascar. Es el único miembro de género Lophotibis, palabra que combina el vocablo del griego antiguo lophos que significa cresta y la palabra ibis. Se conocen dos subespecies:
- L. c. cristata (Boddaert, 1783) - distribuida por el norte y este de Madagascar.
- L. c. urschi (Lavauden, 1929) - se encuentra en el oeste y sur de Madagascar.

## Descripción
El ibis crestado de Madagascar es un ave con una longitud de 50 cm siendo una de las más grandes del bosque de Madagascar. Este ibis es en su mayor parte de color rojizo y blanco. La cabeza y la cresta (que se extiende por la nuca hasta la parte posterior del cuello) son de color verde oscuro iridiscente con la punta de las plumas de la cresta en tonos amarillentos o blancuzcos. La mayor parte del cuerpo es de color pardo rojizo en el que destacan las alas recubiertas de plumas blancas. En la cara presenta una zona de piel desnuda de color rojo alrededor del ojo y hasta la base del pico. El ojo es marrón, el largo pico de color grisáceo y las patas de tonos rojizos. La subespecie cristata, presenta un brillo verdoso y manchas blancas en el plumaje; en la subespecie urschi, la garganta, el cuello y la cresta tienen un brillo verdoso mezclado con naranja amarillento, y el color del cuerpo es más oscuro. 

## Distribución y hábitat
Este ibis es endémico de los bosques tropicales de Madagascar y ocupa altitudes de hasta 2.000 m s. n. m. Se encuentra tanto en el bosque primario como en el secundario, incluido el bosque tropical húmedo en el noreste de la isla y los bosques tropicales secos en el oeste y el sur. A veces, también ha sido visto viviendo en manglares.

## Comportamiento
Se cree que es una especie sedentaria, aunque existen testimonios de que las poblaciones orientales son migratorias. Es un ave diurna que normalmente se encuentra en parejas o en pequeños grupos. La esperanza de vida de este ibis es de 16 años en la naturaleza, pudiéndose extender hasta los 20 años en cautiverio. 
Por lo general, se alimenta en parejas hurgando en el suelo del bosque, comiendo invertebrados y pequeños vertebrados, incluidas ranas y reptiles.
La reproducción ocurre al comienzo de la temporada de lluvias cuando se junta en grandes colonias para anidar que también suelen incluir aves de otras especies. El nido es una gran plataforma hecha de palos y ramitas, generalmente entre las ramas de árboles grandes en el interior del bosque, a 7-15 m sobre el suelo. Puede poner dos huevos, pero normalmente son tres, que son incubados durante 25 días aproximadamente por ambos progenitores. Los padres también comparten la construcción del nido, la alimentación y cuidado de las crías. Los polluelos están listos al mes de nacer para abandonar el nido aunque aun permanecerán bajo el cuidado paterno. 

## Conservación
Está catalogado por la UICN como Amenazado debido a que la población de este ibis está decreciendo por la caza excesiva a la que está sometido además de la destrucción progresiva de los bosques donde vive, especialmente en la zona oriental de la isla. 